# Ness Technologies
Ness Technologies este o companie de IT din Israel. Ness Technologies este listată pe NASDAQ, este prezentă în 17 țări și are un portofoliu de 500 de clienți.
În iunie 2011, compania fost cumparată pentru 307 milioane de dolari de Citi Venture Capital International, un fond de investiții al băncii americane Citigroup.
Număr de angajați:
- 2011: 6.900[2]
- 2007: 7.700[1]

Cifra de afaceri în 2006: 474,3 milioane USD

## Ness în România
Compania a achiziționat firma Radix din Iași în anul 2005, pentru șapte milioane de euro.
Radix a devenit astfel Ness România.
Radix a fost înființată în 1993 de către Gabriel Mardarasevici.
În prezent (februarie 2009) Ness România este unul dintre cei mai importanți jucători pe piața de integrare de sisteme IT din România.
Principalii clienți ai companiei provin din segmentul firmelor private, care reprezintă aproximativ 85% din portofoliul Ness. Cea mai mare pondere în businessul integratorului IT o au furnizorii de utilități.
În noiembrie 2007, Ness România era principalul implementator de soluții SAP din România, cu o echipă de 80 de consultanți SAP, pe diferite module și suport, și logistică.
Număr de angajați în 2007: 180
Cifra de afaceri:
- 2007: 18,8 milioane euro[4]
- 2006: 13,3 milioane euro[4]